# Bánat

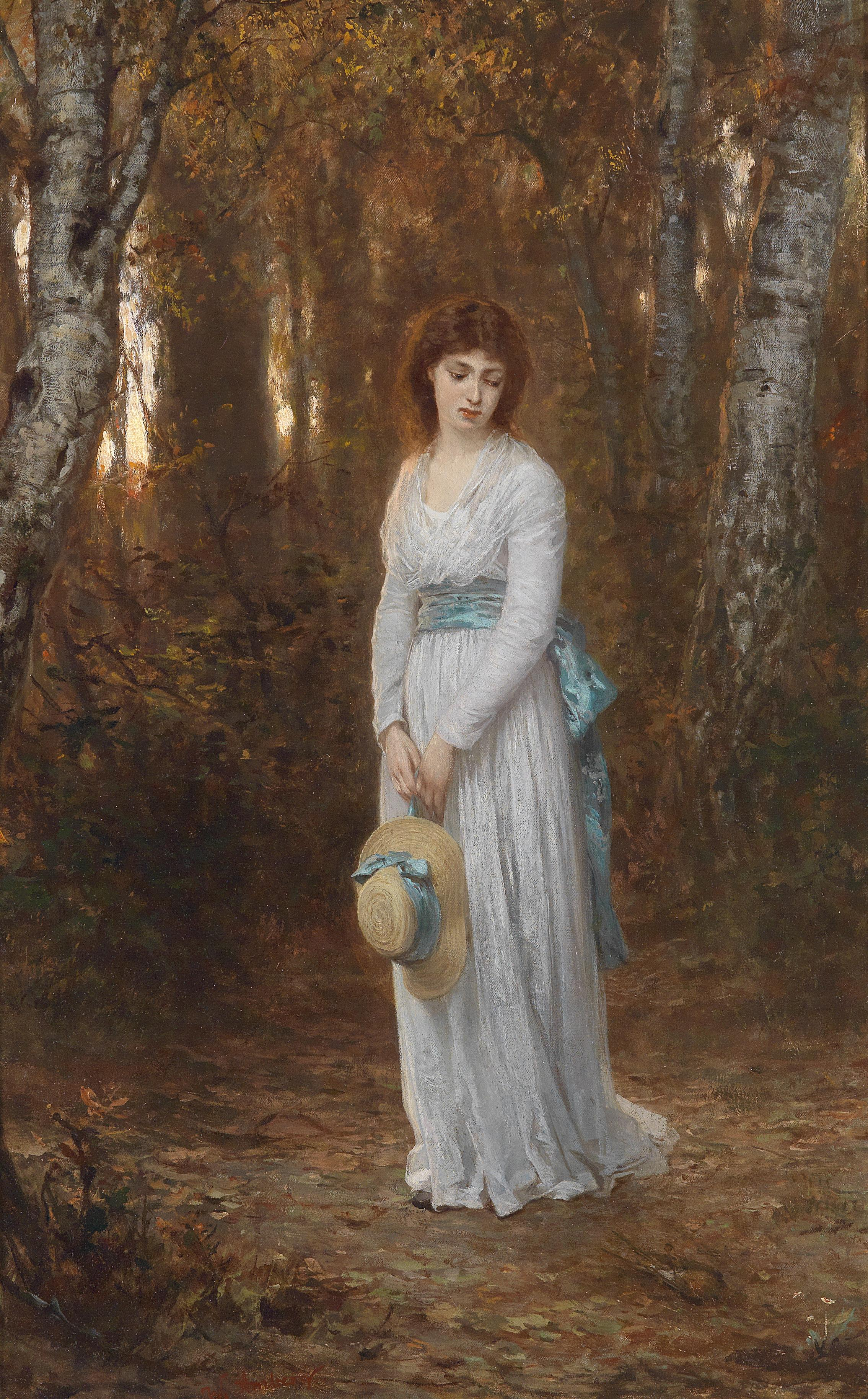
Elveszett gondolatok, Wilhelm Amberg. A szomorúságot átélő egyén csendes vagy letargikus lehet, és elvonulhat másoktól

A bánat vagy szomorúság egy bizonyos emberi lelki állapot, érzelem, pszichikai fájdalomérzet, amelyet valamely veszteség, kilátástalan állapot vagy az egyén tehetetlenségérzete idézhet elő.
A bánat vagy lelki fájdalom a velünk született emberi alapérzelmek egyike, a talán legklasszikusabb ekmani meghatározásban is a hat alapvető érzelem egyike, az öröm, a harag, a meglepődés, a félelem és az undor mellett. A többi primer, azaz az emberiségre egyetemlegesen jellemző érzelemhez hasonlóan a bánatélmény is spontán módon és jól felismerhetően tükröződik az ember arckifejezésén, mimikáján, gesztusain, testtartásán, viselkedésén, illetve a beszéd hangszínén, hanglejtésén, ha ezen megnyilvánulási formák némelyikét kulturális hatások és hagyományok korlátozottan szabályozzák (szabályozhatják) is. A bánat gyakori szomatológiai kísérőjelensége a sírás.

## Abánatszó nyelvi vonatkozásai
A bánat szó első említése nyelvemlékeinkben a Jókai Kódexből ismert, azaz a 14. század végére, a 15. század elejére datálható. A szó eredete ismeretlen, de a ’megbánást érez’ jelentésű bán alapigére vezethető vissza, amelynek korai jelentése talán ’bajnak tart’ lehetett. Egyes szomszédos népek ezt az alapigét átvették a magyarból és beépült szókészletükbe, pl. a szlovák banovať (’sajnál’), népnyelvi ukrán банувати (’epedezik, bánkódik’), román bănuí (’haragszik’).
A bánat szóval nem pusztán magát a belső érzelmet, de annak külső jegyeit, manifesztálódását, a magányt kereső, céltalan búslakodás folyamatát is leírhatjuk. A magyar nyelv választékosabb regiszterében nemegyszer a bánat kifejezéssel jelöljük a jelentésében a fentiektől eltérő megbánás érzületét, azaz amikor valaki bizonyos tette vagy döntése felett utólag sajnálkozik (lásd „Késő bánat, eb gondolat!”). Régies szóhasználatban és vallási kontextusban ugyancsak ismert a bánat szó használata annak a lelki folyamatnak a leírására, amelynek során a bűnös ember megigazul (bűnbánat).